# Neujahrsmann
Der Neujahrsmann ist eine Variante des russischen Väterchen Frost, die zur Zeit der Sowjetunion in zuvor evangelisch geprägten Gebieten den Weihnachtsmann verdrängen sollte.
In Estland ist er neben dem Weihnachtsmann auch heute noch bekannt.